# Helius (Helius) rufescens
Helius (Helius) rufescens is een tweevleugelige uit de familie steltmuggen (Limoniidae). De soort komt voor in het Oriëntaals gebied.